# Cockaigne
Cockaigne, Op. 40, noto anche come Cockaigne (In London Town), è un'ouverture da concerto per orchestra completa scritta dal compositore britannico Edward Elgar nel 1900-1901.

## Storia
Il successo di Enigma Variations nel 1899 fu seguito dal fallimento iniziale de Il sogno di Geronte, che fece sì che Elgar si scoraggiasse e dichiarasse che Dio era contro l'arte. Ciononostante, ricevette una commissione dalla Royal Philharmonic Society e iniziò a lavorare su un nuovo pezzo e presto riferì che era "allegro e londinese 'robusto e carnoso'... onesto, sano, divertente e forte, ma non volgare".
La prima esibizione fu nella Queen's Hall di Londra ad un concerto della Royal Philharmonic Society, il 20 giugno 1901, diretto dal compositore. Dedicò il lavoro ai suoi "molti amici, i membri delle orchestre britanniche". La musica ebbe un successo immediato e divenne una delle opere più popolari di Elgar. Negli ultimi decenni è stato eseguito in sala da concerto con minore frequenza.

## Descrizione
Nei suoi 15 minuti circa l'ouverture offre un ritratto musicale vivace e colorato della Londra Edoardiana. "Cockaigne" era un termine usato dai moralisti a quel tempo come metafora della golosità e dell'ubriachezza, mentre la Gran Bretagna adottò il nome umoristicamente per Londra. Il lavoro presenta vari aspetti della Londra e dei londinesi di fine secolo. Comincia con un tema tranquillo ma vivace che conduce a una sequenza ininterrotta di istantanee: i cockney, le campane della chiesa, le coppie romantiche, una banda di ottoni leggermente sfilacciata (forse l'Esercito della Salvezza) e una banda militare al contrario grande e imperiosa. L'ampio tema che rappresenta i londinesi è, afferma Michael Kennedy, la prima occorrenza della direzione del marchio Elgar, "nobilmente". Il lavoro termina in un tipico tripudio di suoni orchestrali, tra cui un organo pieno.
Ricordando, forse, il modo in cui Elgar riunisce i suoi temi al culmine dell'opera, sia Bernard Shaw che W. H. "Billy" Reed hanno paragonato il lavoro al preludio de I maestri cantori di Norimberga di Richard Wagner, che culmina nella combinazione di diversi temi. Shaw, in un lungo articolo su Elgar del 1920, scrisse:
Reed wrote:

## Orchestrazione
Il lavoro è scritto per grande orchestra:
- 2 flauti (2° anche ottavino), 2 oboi, 2 clarinetti, 2 fagotti, controfagotto
- 4 corni, 2 cornette, 2 trombe, 3 tromboni, tuba
- timpani, grancassa, piatti, triangolo, tamburi, campane, tamburello, organo (ad lib.)
- strumenti ad arco

## Incisioni
Vi sono numerose incisioni di Cockaigne. Elgar stesso lo registrò due volte (nel 1926 e nel 1933). Le registrazioni disponibili a gennaio 2007 includevano:
- Sir John Barbirolli, Philharmonia Orchestra (EMI)
- Eugene Ormandy, Philadelphia Orchestra (Sony)
- Sir Adrian Boult, London Philharmonic Orchestra (EMI)
- Sir Colin Davis, London Symphony Orchestra (Philips Records)
- Sir Andrew Davis, BBC Symphony Orchestra (Warner Classics)
- Leonard Slatkin, London Philharmonic Orchestra (RCA VICTOR)
- Mark Elder, Hallé Orchestra (Hallé)
- Sir Georg Solti, London Philharmonic Orchestra (Decca Records)
- André Previn, London Symphony Orchestra (Philips Records)
- Sir Alexander Gibson, Royal Scottish National Orchestra (Chandos Records)
- Bramwell Tovey, Winnipeg Symphony Orchestra (CBC Records SMCD 5176)
- Vernon Handley, London Philharmonic Orchestra (EMI/Classics For Pleasure)
- Peter Richard Conte, transcribed for the Wanamaker Organ (Gothic)[5]